# ペイドン・ヤン
ペイドン・ヤン（Peidong Yang、楊 培東、1971年 - ）は中国出身のアメリカの化学者。カリフォルニア大学バークレー校化学科と材料科学工学科の教授。ローレンス・バークレー国立研究所の主席研究員も兼任している。Journal of the American Chemical Societyの副編集人であり、無機ナノ材料科学の世界的権威である。

## 来歴
中国科学技術大学（University of Science and Technology of China）を首席で卒業（Guo Moruo Prizeなどを受賞）後、ハーバード大学の大学院に進学した。チャールズ・リーバー（Charles Lieber）教授をアドバイザーとして4年間でPh.D.を取得する。カリフォルニア大学サンタバーバラ校のギャレン・スタッキー（Galen Stucky）教授の元で2年間博士研究員を経験した後、28歳という若さながら世界的な名門大学として知られ、化学系では全米No.1の研究力を有するカリフォルニア大学バークレー校の教授に就任した。
- 1971年 中国蘇州市に生まれる
- 1993年 学士号を取得、中国科学技術大学
- 1997年 Ph.D.を取得、ハーバード大学
- 1997-1999年 博士研究員、カリフォルニア大学サンタバーバラ校
- 1999-2004年 Assistant Professor、カリフォルニア大学バークレー校
- 2004-2007年 Associate Professor、カリフォルニア大学バークレー校
- 2007年- Professor、カリフォルニア大学バークレー校

## 研究
Ph. D.学生のころは、主に高温無機超伝導体に関する研究に携わる。博士研究員時代には、Galen Stucky教授の元、高表面積を有するメソポーラス材料に関する多くの研究成果を生み出し、世界の注目を集める。
カリフォルニア大学バークレー校の教授である現在の専門は無機ナノ材料化学で、特に金属あるいは半導体のナノ構造体合成とその応用を専門とする。半導体ナノワイヤーのナノフォトニクスへの展開を積極的に行っている。このナノ光導波管は水中でも作動し、生物学など多くの分野で応用が見込まれている。
他に、半導体ナノワイヤーをベースとする色素増感太陽電池の開発、金属ナノ結晶の構造制御法の開拓とそれらの触媒活性に関する研究（カリフォルニア大学バークレー校、ガボール・ソモライ教授との共同研究）を行うなど、無機固体化学に関する非常に幅広くハイインパクトな研究を行っており、それら多くの成果がNature・Science誌を始めとする世界的に著名な雑誌に発表され非常に大きな注目を集めている。

## トリビア
- チャールズ・リーバーやポール・アリヴィサトスら世界屈指のナノテクノロジー研究者達とともにNanosys社の技術顧問。
- 妻のメイ・ワン（Mei Wang）は、名門エール大学で物理学のPh.D.とカリフォルニア大学バークレー校にてMBAを取得。

## 表彰歴など
- Camille and Henry Dreyfus New Faculty Award (1999)
- 3M Untenured Faculty Award (2000)
- Research Innovation Award (2001)
- Alfred P. Sloan Fellow (2001)
- NSF CAREER Award (2001)
- Hellman Family Faculty Award (2001)
- ACS ExxonMobil Solid State Chemistry Award (2001)
- Beckman Young Investigator Award (2002)
- MIT Tech. Review TR 100 (2003)
- ChevronTexaco Chair in Chemistry, Berkeley (2003)
- Camille Dreyfus Teacher-Scholar Award (2004)
- Dupont Young Professor Award (2004)
- ユリウス・シュプリンガー応用物理学賞 (2004)
- MRS Outstanding Young Investigator Award (2004)
- ACS純粋化学賞 (2005)
- University of Wisconsin McElvain Lectureship (2006)
- Chinese Academy of Science Molecular Science Forum Lectureship (2006)
- Max Planck Lectureship (2007)
- 2007年5月には、アメリカのアメリカ国立科学財団が主催するアラン・T・ウォーターマン賞（賞金50万ドル、約6000万円）を受賞した。同賞は、顕著な研究業績を挙げた若手研究者（ノミネートの時点で35歳以下）を対象とし、毎年、全米の若手自然科学者（数学、物理学、化学、コンピュータ、電気・電子工学、機械工学など、全ての自然科学を含む）のうち1名のみが選出される非常に名誉なものである。
- トムソン・ロイター引用栄誉賞 (2014)
- アーネスト・ローレンス賞 (2014)

- 30歳代という若さながら、材料科学分野における論文被引用回数において世界第4位にランキングされている。なお、博士学生の頃から、すでに世界10位以内にランク入りしていたという近年では考えられない業績を達成していた。